# Aborygeni tajwańscy
Aborygeni tajwańscy (chiń. 原住民; pinyin yuánzhùmín) – autochtoniczna ludność Tajwanu. Republika Chińska oficjalnie uznaje 16 grup aborygeńskich: Ami, Atayal, Bunun, Hla’alua, Kanakanavu, Kavalan, Paiwan, Puyuma, Rukai, Saisiyat, Sakizaya, Sediq, Thao, Truku, Tsou, Yami. Posługują się językami tajwańskimi, należącymi do rodziny języków austronezyjskich.

## Historia

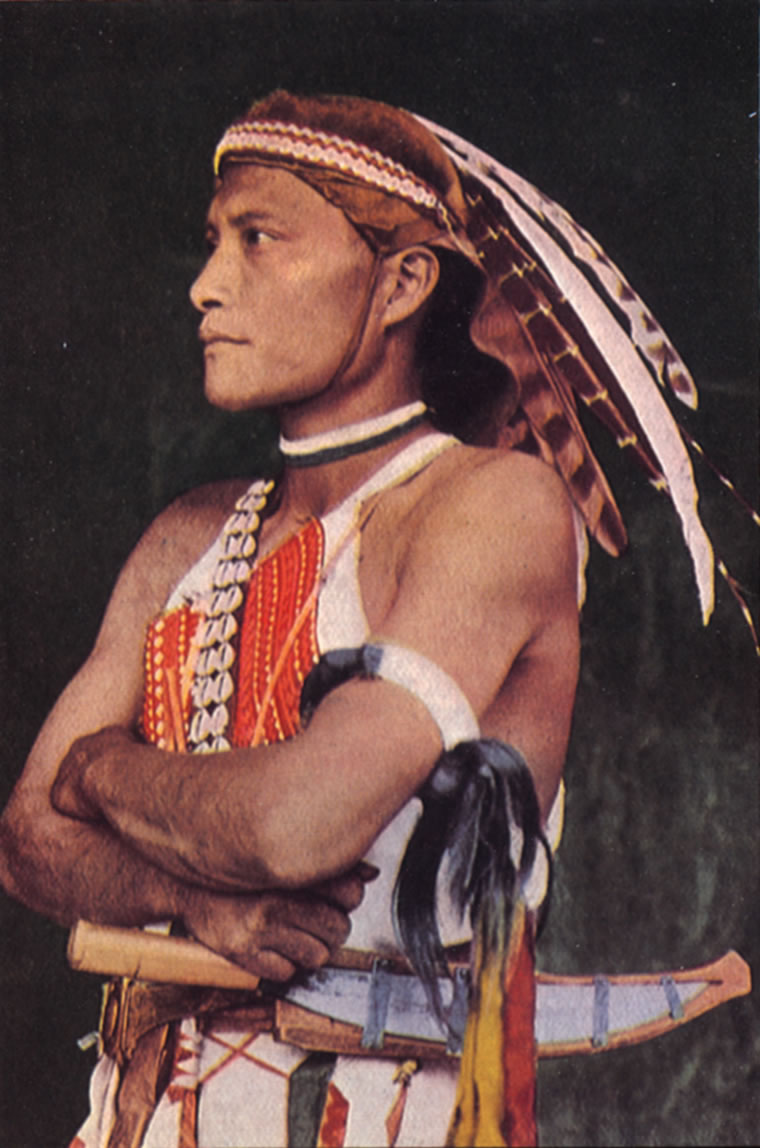
Młodzieniec z plemienia Tsou

Do 1624 roku, kiedy Holendrzy ustanowili swoją kolonię na Tajwanie, Aborygeni stanowili główną ludność wyspy. Na zachodnim jej wybrzeżu pojawiali się Chińczycy, zwłaszcza z Fujianu, ale nie osiedlali się tam w większej liczbie. Większość zajmowała się rybactwem lub handlem z Aborygenami, którzy sprzedawali im lokalne produkty (w szczególności leśne). Aborygeni podówczas cieszyli się złą sławą niebezpiecznych barbarzyńców, i Chińczycy nie podejmowali prób ich intensywnej akulturacji. Sytuacja zmieniła się wraz z przybyciem Holendrów, którzy z jednej strony podejmowali próby chrystianizacji Aborygenów, a równocześnie sprowadzili ponad 30 tys. Chińczyków na wyspę, by rozwinąć intensywną produkcję rolną (Aborygeni posługiwali się prostymi metodami uprawy wypaleniskowej) i jako pośredników do handlu i opodatkowywania Aborygenów. Efektem kolonialnej polityki były liczne powstania, które Holendrzy tłumili dzięki sile militarnej i wykorzystaniu sojuszy: z Aborygenami przeciw Chińczykom, z Chińczykami przeciw Aborygenom.
Populację tajwańskich Aborygenów zdziesiątkowały powstania antyholenderskie, a następnie antychińskie. Zamieszkujących zachodnią część wyspy Aborygenów Chińczycy nazywali Pingpuzu (chiń. 平埔族; dosł. „ludy nizin”) lub Aborygenami Nizinnymi, a wschodnią, górską część – Gaoshanzu (chiń. 高山; pinyin Gāoshān; dosł. „ludy gór”), lub Aborygenami Górskimi. Ponieważ tylko grupy, które wyemigrowały w góry lub pierwotnie w nich mieszkały, nie poddały się sinizacji, termin „Gaoshan” stał się synonimem „aborygena” i jest wciąż używany. Po zajęciu Tajwanu przez Japończyków w 1895 roku Aborygeni byli prześladowani jako „ludność dzika”. Po przejęciu władzy na Tajwanie przez Kuomintang w 1949 roku aż do lat 90. prowadzono przymusową sinizację Aborygenów.
Posiadają 8 reprezentantów w tajwańskim parlamencie.

## Demografia i rozmieszczenie Aborygenów

Rozmieszczenie aborygeńskich gmin na Tajwanie; ciemnozielone – tereny górskie, jasnozielone – nizinne

| Jednostka administracyjna | Jednostka administracyjna | Łącznie | Mężczyzn | Kobiet  |
| nazwa chińska             | Nazwa polska              | Łącznie | Mężczyzn | Kobiet  |
| ------------------------- | ------------------------- | ------- | -------- | ------- |
| Miasta wydzielone         |                           |         |          |         |
| 新北市                    | Nowe Tajpej               | 55 008  | 25 573   | 29 435  |
| 臺北市                    | Tajpej                    | 16 248  | 6 835    | 9 413   |
| 桃園市                    | Taoyuan                   | 70 599  | 33 814   | 36 785  |
| 臺中市                    | Taizhong                  | 33 314  | 15 349   | 17 965  |
| 臺南市                    | Tainan                    | 7 589   | 3 192    | 4 397   |
| 高雄市                    | Kaohsiung                 | 33 859  | 15 889   | 17 970  |
| Prowincje                 |                           |         |          |         |
| 臺灣省                    | Tajwan                    | 337 094 | 168 408  | 168 686 |
| w tym:                    |                           |         |          |         |
| 宜蘭縣                    | Yilan (powiat)            | 16 848  | 8 309    | 8 539   |
| 新竹縣                    | Xinzhu (powiat)           | 21 258  | 10 484   | 10 774  |
| 苗栗縣                    | Miaoli                    | 11 241  | 5 437    | 5 804   |
| 彰化縣                    | Zhanghua                  | 5 589   | 2 446    | 3 143   |
| 南投縣                    | Nantou                    | 28 916  | 14 547   | 14 369  |
| 雲林縣                    | Yunlin                    | 2 360   | 926      | 1 434   |
| 嘉義縣                    | Jiayi (powiat)            | 5 820   | 2 777    | 3 043   |
| 屏東縣                    | Pingdong                  | 58 981  | 29 289   | 29 692  |
| 臺東縣                    | Taidong                   | 78 816  | 40 593   | 38 223  |
| 花蓮縣                    | Hualian                   | 92 472  | 46 699   | 45 773  |
| 澎湖縣                    | Peskadory                 | 489     | 221      | 268     |
| 基隆市                    | Keelung                   | 9 321   | 4 530    | 4 791   |
| 新竹市                    | Xinzhu                    | 3 929   | 1 699    | 2 230   |
| 嘉義市                    | Jiayi                     | 1 054   | 451      | 603     |
|                           |                           |         |          |         |
| 福建省                    | Prowincja Fujian          | 1 214   | 628      | 586     |
| w tym:                    |                           |         |          |         |
| 金門縣                    | Kinmen                    | 1 019   | 515      | 504     |
| 連江縣                    | Lienjiang                 | 195     | 113      | 82      |
| Łącznie                   | Łącznie                   | 554 925 | 269 688  | 285 237 |

Populacja Aborygenów w latach 1995–2016

## Kultura

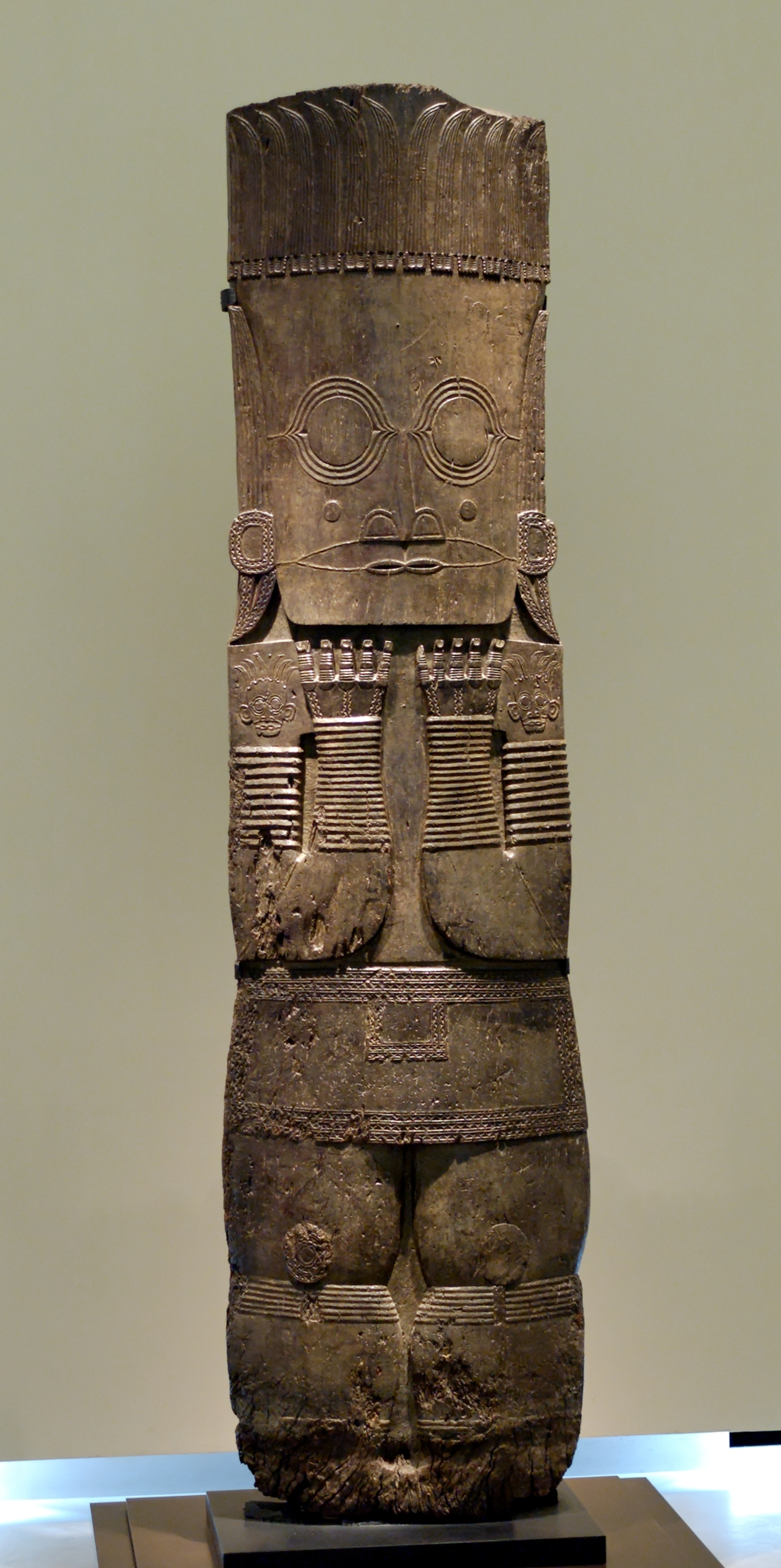
Tradycyjna rzeźba Paiwanów

Aborygeni tajwańscy początkowo nie znali pisma, ale używali systemu węzłów do odnotowywania najistotniejszych zdarzeń historycznych. Żyją we wspólnotach wiejskich, mają organizację rodową i plemienną. Są rolnikami (uprawy na nawadnianych polach tarasowych) i myśliwymi. W kulturze istotny jest wąż (w sztuce liczne przedstawienia istot o głowach ludzkich i ciałach węży).

## Religia
Pierwotnie byli animistami, część z nich oddawała cześć totemom, przedstawiającym najczęściej węże. W przeszłości Aborygeni tajwańscy byli łowcami głów, które przechowywali.
W okresie rządów dynastii Qing część Aborygenów przyjęła buddyzm.
Około 70% tajwańskich Aborygenów wyznaje chrześcijaństwo (głównie katolicyzm i prezbiterianizm), co jest wynikiem przeprowadzonej w XIX wieku chrystianizacji.

## Język

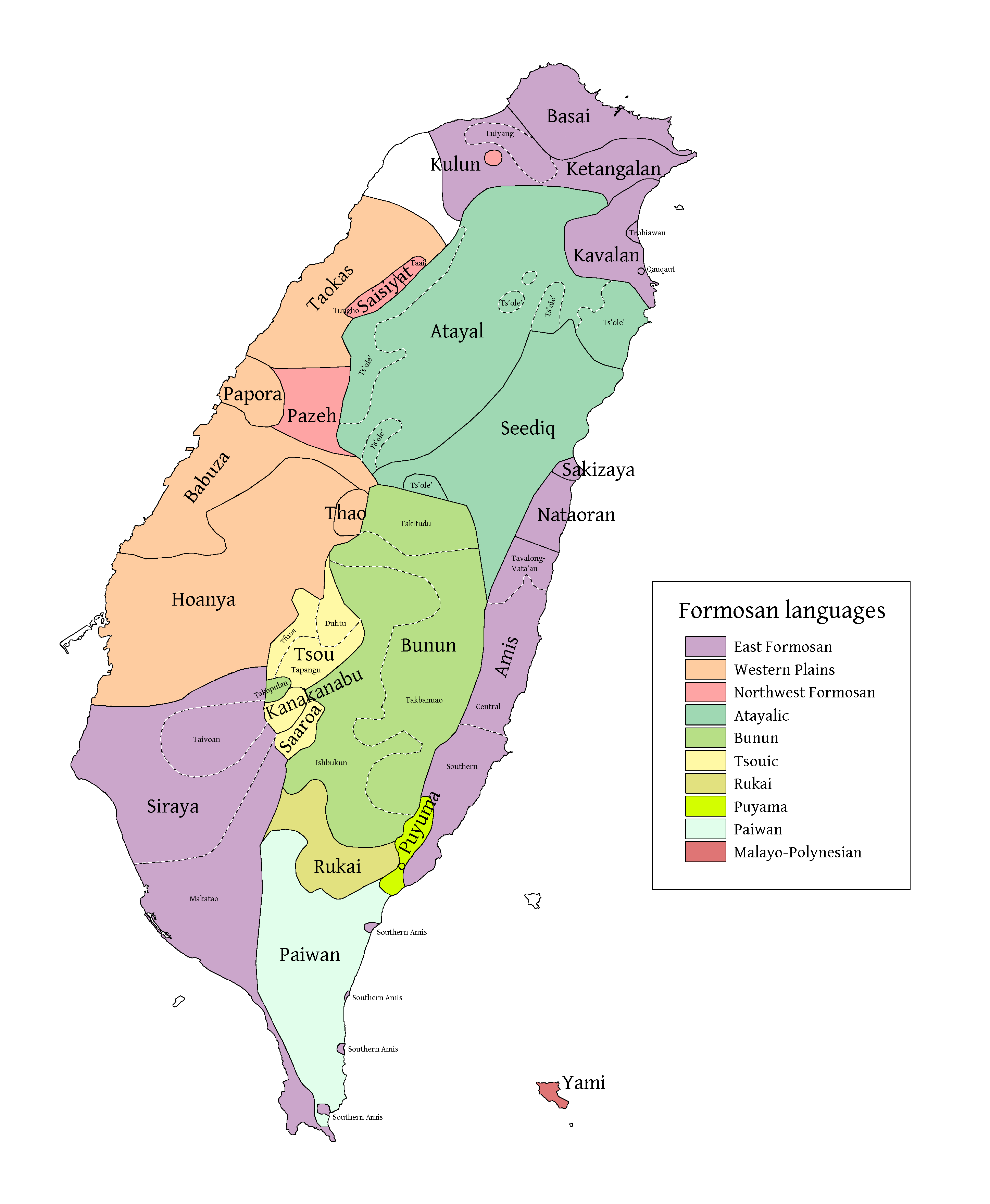
Zasięg poszczególnych języków tajwańskich

Niegdyś Aborygeni tajwańscy posługiwali się wyłącznie językami tajwańskimi z grupy języków austronezyjskich. Obecnie część z tych języków już wymarła, do czego w dużej mierze przyczyniła się polityka sinizacji za rządów Czang Kaj-szeka, podczas której w 1953 r. narzucono Aborygenom standardowy język mandaryński. Dopiero w ostatnich latach języki tajwańskie zostały wprowadzone do szkół.
Obecnie językami tajwańskimi posługuje się ok. 200 tys. Aborygenów.